# Chiesa di San Matteo Apostolo (Nogaredo)
La chiesa di San Matteo Apostolo è una chiesa sussidiaria di Sasso, frazione di Nogaredo in Trentino. Appartiene alla zona pastorale della Vallagarina dell'arcidiocesi di Trento e risale al XVII secolo.

## Storia

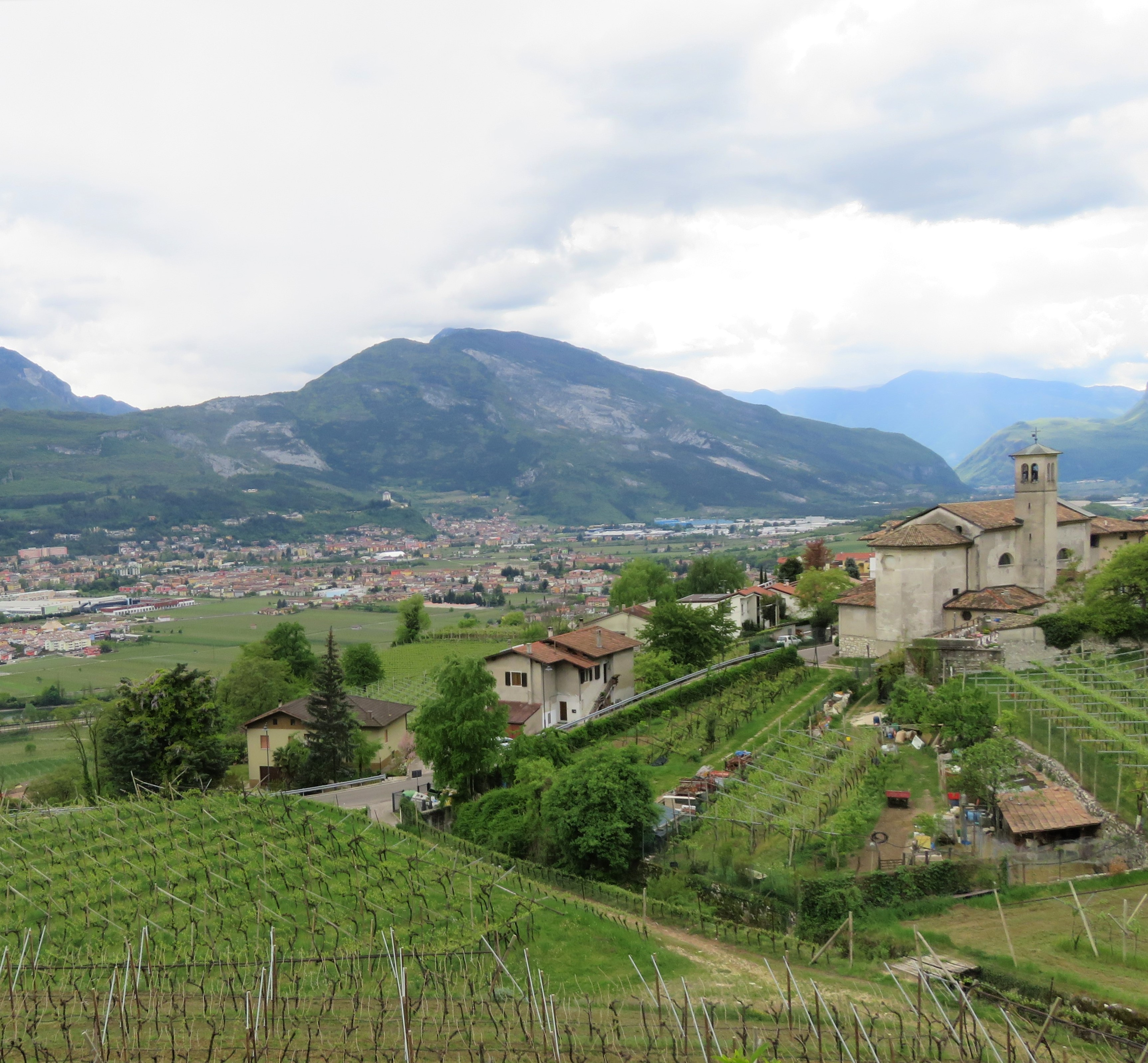
Chiesa di San Matteo Apostolo che si affaccia sulla Vallagarina

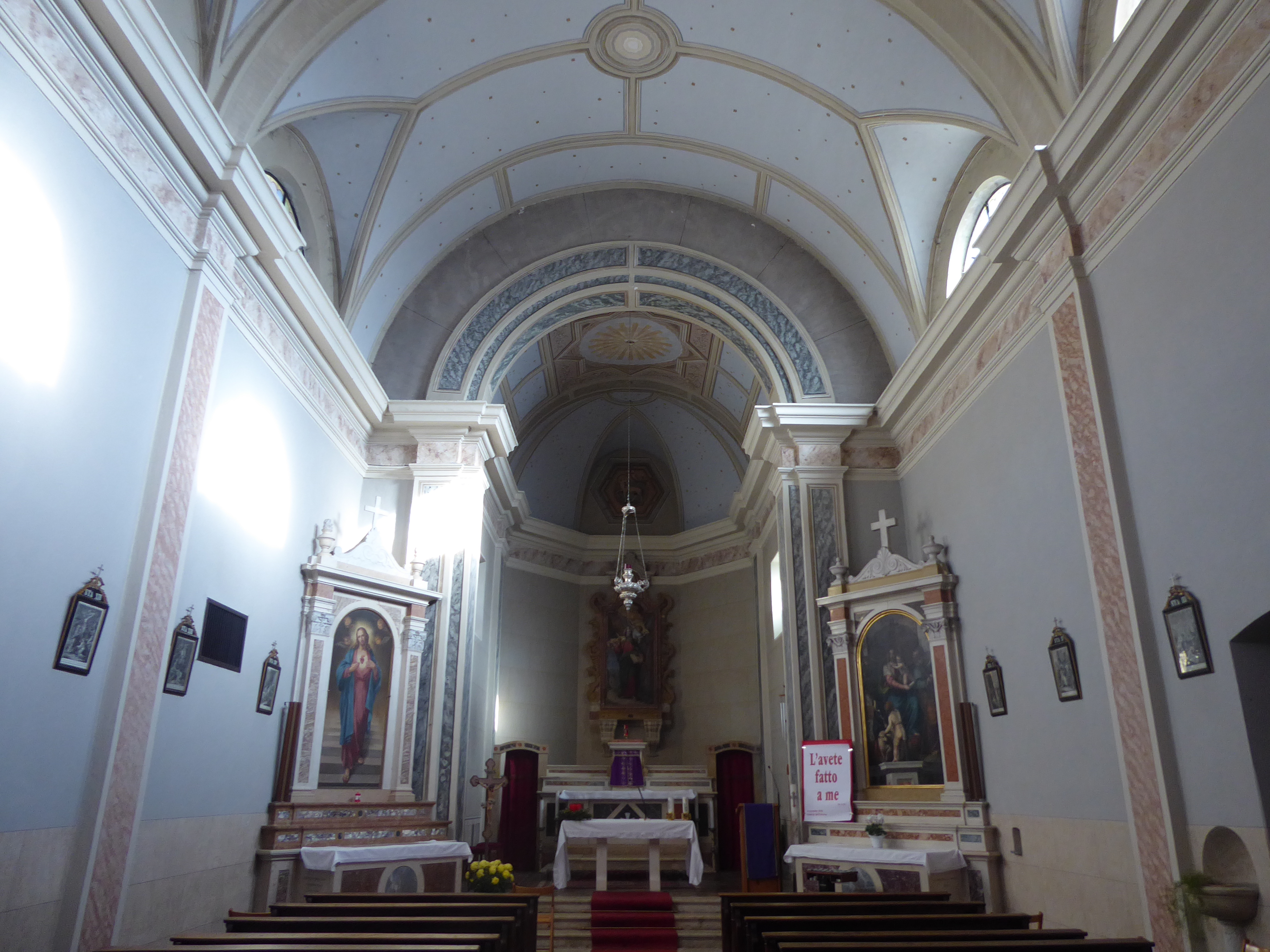
Interno con parte presbiteriale

Sino al 1619 non risulta menzione negli atti visitali di un luogo di culto a Sasso, mentre poi, nel 1636, la chiesa sembra sia stata citata come esistente. Già nel 1680 il primitivo edificio sarebbe stato ricostruito per essere solennemente consacrato nel 1683.

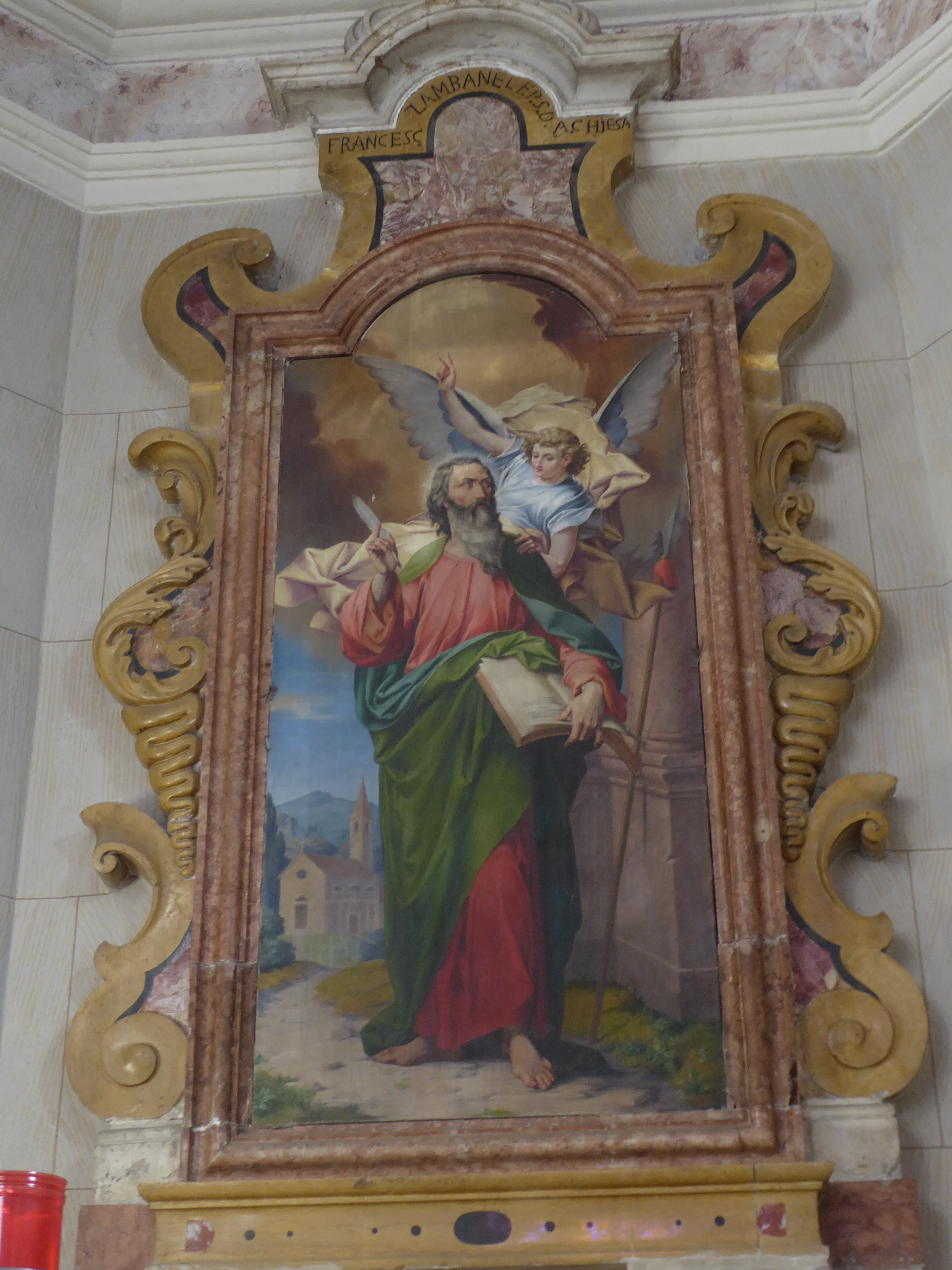
Tela raffigurante San Matteo

Fonti storiche più condivise attestano che tra il 1830 e il 1839 il luogo di culto fu oggetto di importanti lavori di ampliamento e che alla conclusione vi fu una nuova consacrazione.
Tra il 1854 e il 1858 venne elevata a dignità di curazia e il primo curato a esservi ricordato è don Bartolomeo Ferrari. Alla fine del XIX secolo la struttura primitiva, a causa delle sue cattive condizioni, venne demolita ed al suo posto edificata la nuova chiesa. La solenne consacrazione della chiesa ricostruita venne celebrata nel 1913.
Nel XX secolo fu oggetto di due importanti interventi restaurativi, nel 1937 e nel 1973-1974. Nuovi lavori vennero realizzati sulle facciate esterne nel 2002.

## Descrizione

### Esterni
Il prospetto principale ha una struttura a capanna con quattro lesene che la dividono in tre parti. Al centro il portale è architravato con un frontone spezzato. In alto una trifora porta luce alla sala e la facciata è completata da un grande frontone triangolare con un piccolo oculo nella parte incassata.  La torre campanaria è in parte compresa strutturalmente nella fiancata sinistra della chiesa. La cella campanaria è aperta con quattro finestre a bifora.

### Interni
La navata interna è unica e tripartita nelle sue campate. La controfacciata mostra una balaustra sostenuta da due colonne che reggono tre archi a tutto sesto. 
La zona presbiteriale si conclude con l'abside a base poligonale.
La sala è arricchita da particolari decorazioni che imitano strutture architettoniche e sul fondo, in una nicchia, è conservata la raffigurazione dell'Agnus Dei.